# 酒田郵便局
酒田郵便局（さかたゆうびんきょく）は山形県酒田市にある郵便局。民営化前の分類では集配普通郵便局であった。局番号は85004。

## 概要
新井田川沿いに位置している。庄内北部で最も大きい基幹店舗として営業時間やATMの稼働時間が長く、利便性が高いことから来客が非常に多い。特に自動車で来店する客がほとんどであるため、駐車場は混んでいることが多い。建物の外観は白いレンガ調で二階建て。客用出入り口として北側（横断歩道前）に一つ、南側に一つの出入り口がある。これとは別に職員通用口、荷物搬出入口がある。外に二つの郵便ポストが設置されている。

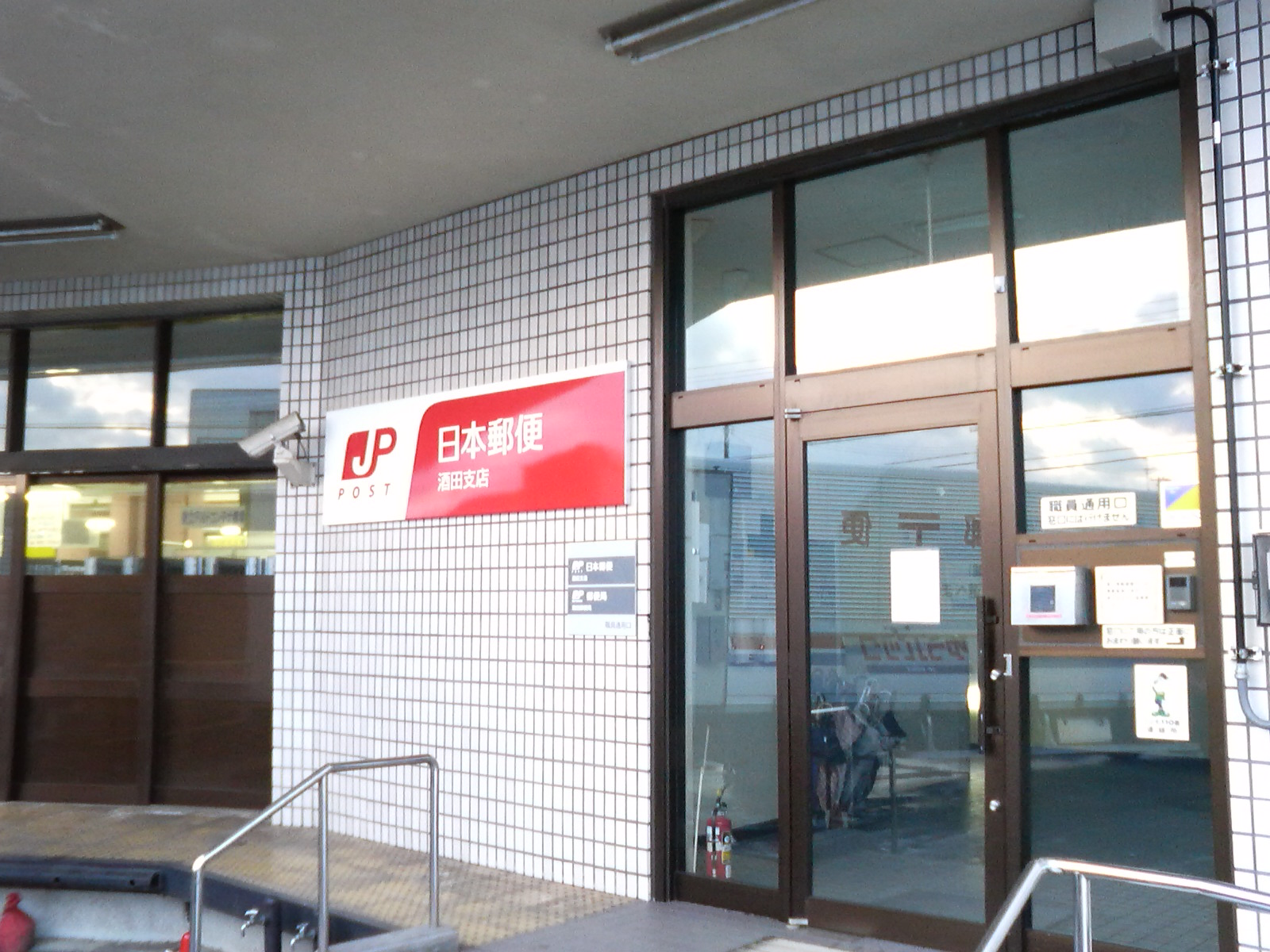
職員通用口

## 沿革
- 1872年8月4日（明治5年7月1日） - 酒田郵便取扱所として開設[1]。
- 1873年（明治6年） - 酒田郵便役所となる。
- 1875年（明治8年）1月1日 - 酒田郵便局（二等）となる。翌日より、為替取扱を開始。
- 1879年（明治12年） - 貯金取扱を開始。
- 1890年（明治23年）10月16日 - 電信為替事務開始[2]。
- 1893年（明治26年）3月1日 - 小包郵便取扱開始[3]。
- 1894年（明治27年）10月22日 - 庄内地震により局舎焼失[4]。
- 1896年（明治29年）7月1日 - 酒田郵便局と酒田電信局が合併し、酒田郵便電信局（二等）となる[5]。
- 1903年（明治36年）4月1日 - 通信官署官制の施行に伴い酒田郵便局となる。
- 1908年（明治41年）
  - 9月24日 - 電話加入申込受理開始[6]。
  - 12月16日 - 電話交換業務を開始、併せて託送電報も取扱う[7]。
  - 12月21日 - 電話通話事務開始[8]。
- 1912年（明治45年/大正元年）
  - 6月26日 - 集配区内に酒田南千日堂前郵便局（三等、無集配）開局[9]。
  - 12月16日 - 酒田南千日堂前郵便局にて電話通話事務開始[10]。
- 1914年（大正3年）11月16日 - 酒田南千日堂前郵便局が南千日堂前から北千日堂前に移転[11]。
- 1920年（大正9年）1月6日 - 酒田南千日堂前郵便局を酒田北千日堂前郵便局に改称[12]。
- 1921年（大正10年）11月1日 - 集配区内に鵜渡川原郵便局（三等、無集配）開局[13]。
- 1929年（昭和4年）4月21日 - 鵜渡川原郵便局を酒田横道町郵便局に改称[14]。
- 1934年（昭和9年）2月11日 - 保険分室が酒田市本町五丁目から同市上中町に移転[15]。
- 1937年（昭和12年）
  - 3月7日 - 酒田市本町五丁目から同市寺町に移転、同時に酒田市利右衛門小路に柳小路分室を設置[16]。
  - 7月6日 - 集配区内に酒田今町郵便局（三等、無集配）開局[17]。
- 1938年（昭和13年）8月28日 - 酒田市寺町から同市本町五丁目に移転、27日限りで柳小路分室廃止[18]。
- 1949年（昭和24年）2月21日 - 電信事務を酒田電信局に、電話事務を酒田電話局に移管[19]。
- 1980年（昭和55年）11月3日 - 酒田市本町三丁目から、同市新井田町に局舎を新築、移転[20]。
- 1986年（昭和61年）3月 - 日本海縦貫線を経由する鉄道郵便輸送（大阪青森線）が廃止[21]。
- 1991年（平成3年）10月1日 - 外国通貨の両替および旅行小切手の売買に関する業務取扱を開始。
- 2006年（平成18年）10月2日 - 本楯郵便局および八幡郵便局から集配業務を移管[22]。
- 2007年（平成19年）10月1日 - 民営化に伴い、併設された郵便事業酒田支店に一部業務を移管。
- 2012年（平成24年）10月1日 - 日本郵便株式会社発足に伴い、郵便事業酒田支店を酒田郵便局に統合。
- 2017年（平成29年）3月6日 - 袖浦郵便局から「998-01xx」区域の集配業務を移管。
- 2019年（令和元年）6月1日 - 酒田日吉町郵便局の廃止に伴い、取扱事務を承継。[23]
- 2024年（令和6年）4月1日 - 飛島郵便局から集配業務を移管。

## 取扱内容
- 郵便、印紙、ゆうパック、内容証明

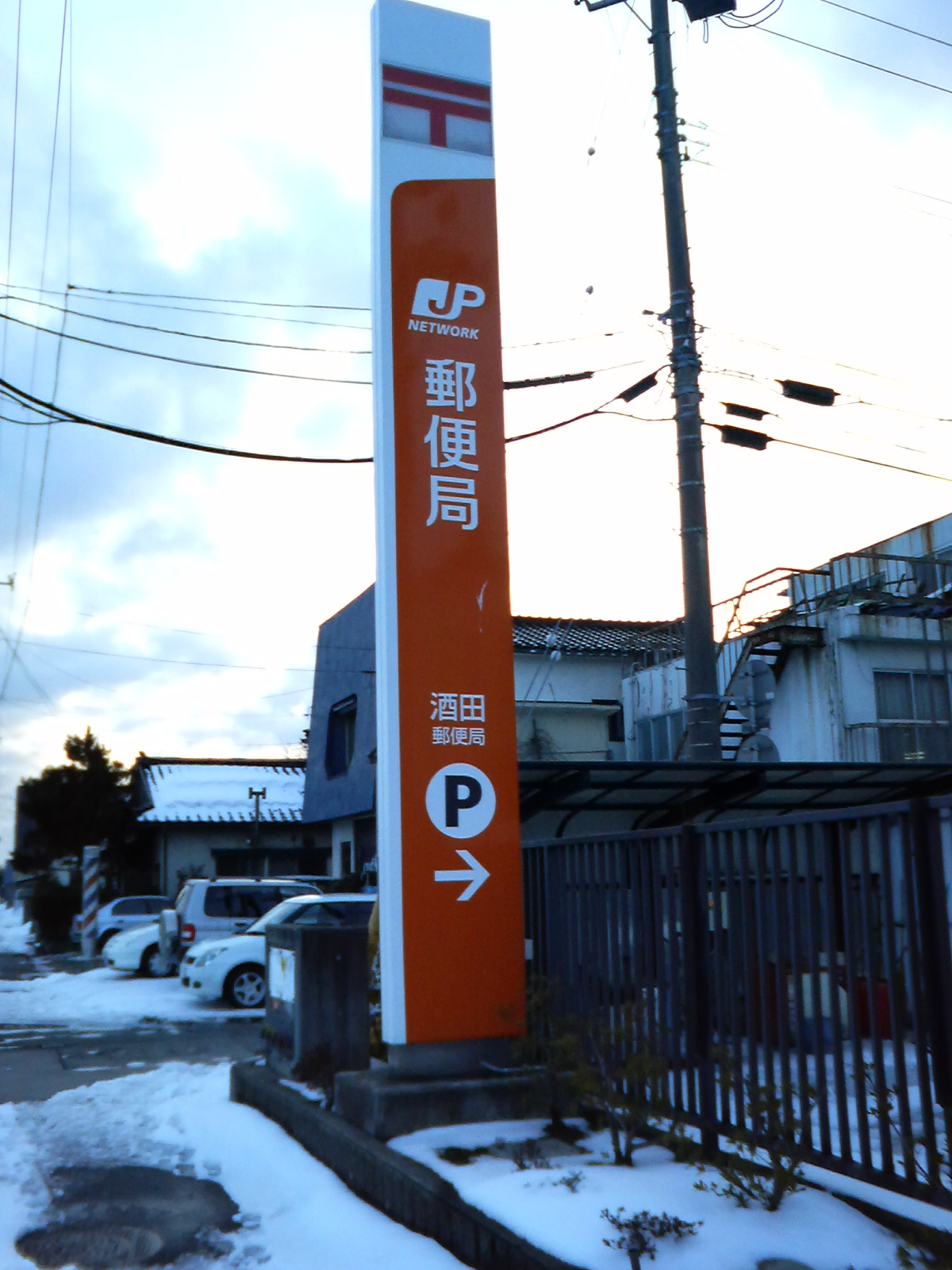
酒田郵便局の看板

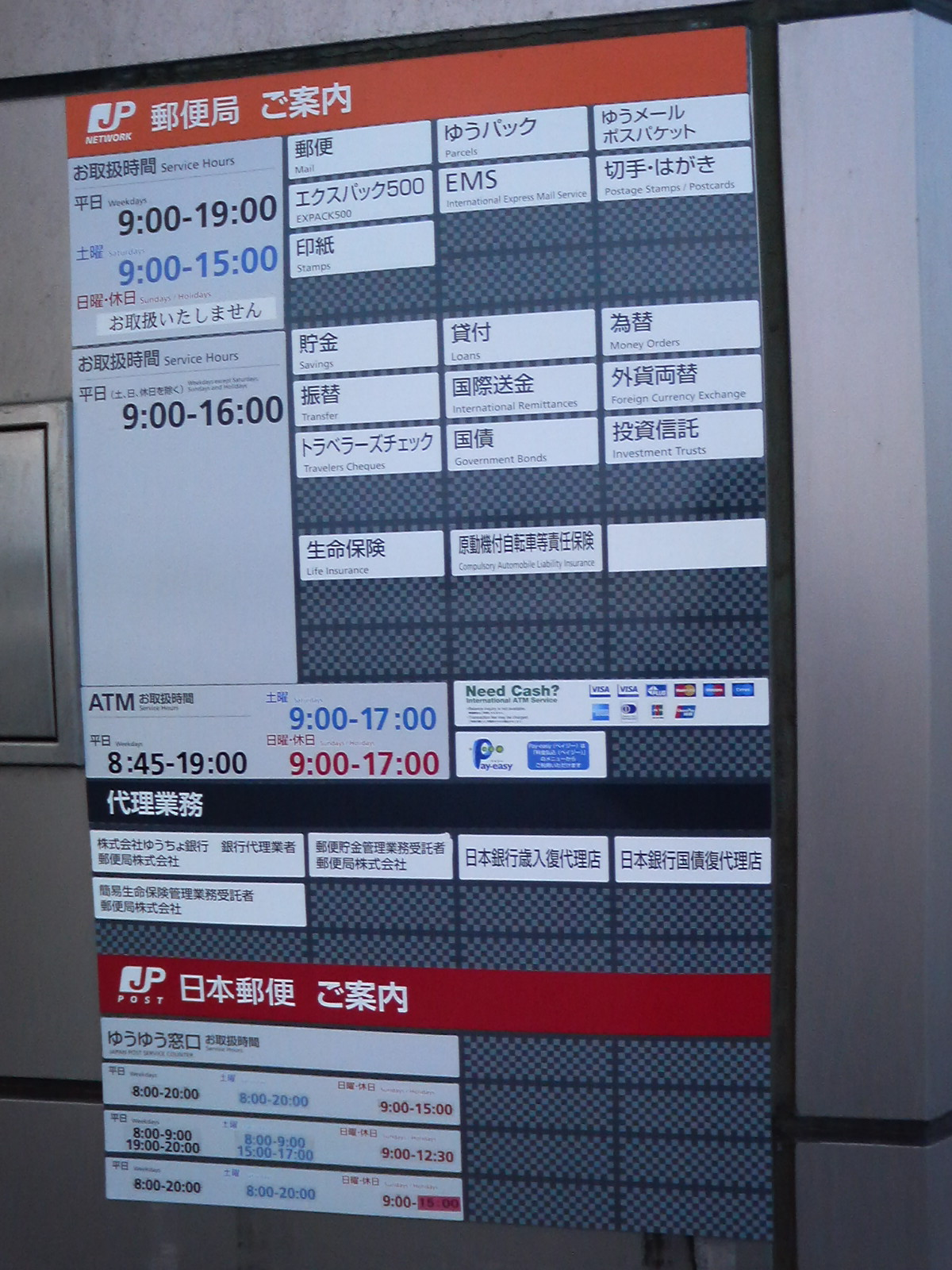
酒田郵便局の取扱内容を示す看板

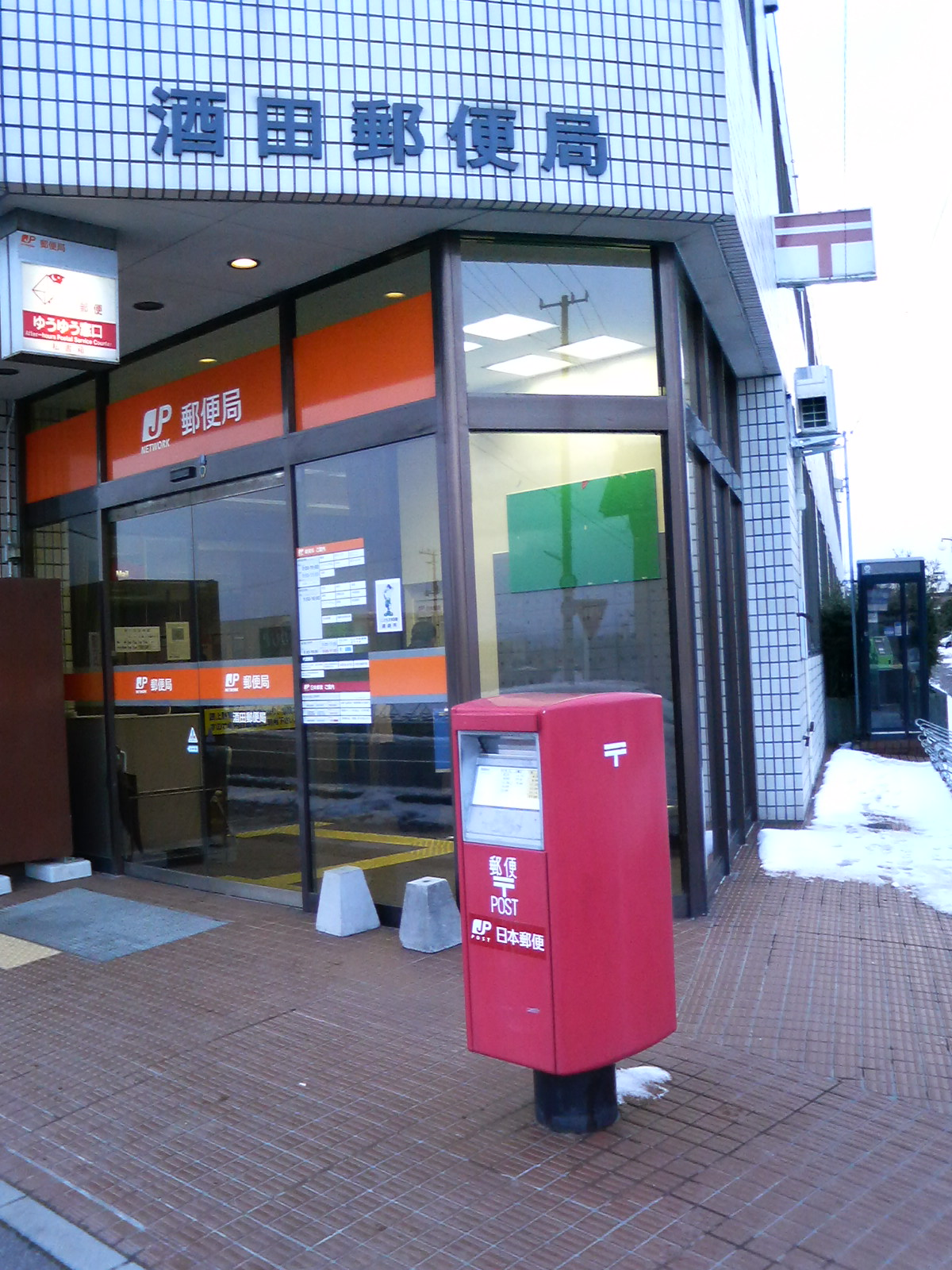
横断歩道前入口に設置されている郵便差出箱11号型の郵便ポスト。福島造機工業製。

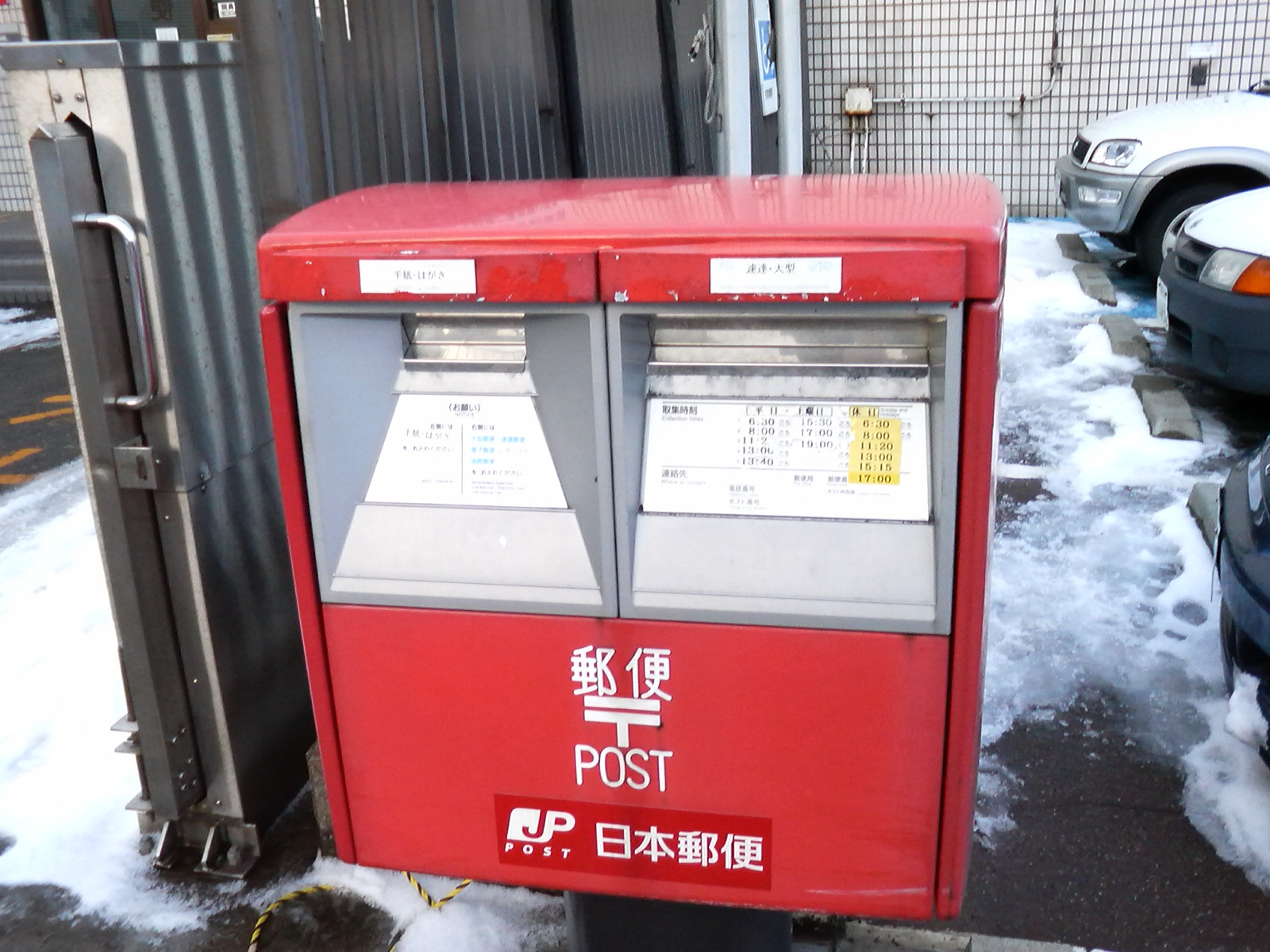
駐車場入口に設置されている郵便差出箱13号型の郵便ポスト。松下電器産業（現 パナソニック）製。ドライブスルーで投函する人もいる。

- 貯金、為替、振替、振込、国際送金、外貨両替、国債、投資信託
- 生命保険、バイク自賠責保険、自動車保険、変額年金保険、がん保険、引受条件緩和型医療保険
- ゆうちょ銀行ATM
- 酒田市内、飽海郡遊佐町内および東田川郡庄内町内の集配業務
- ゆうゆう窓口

### 局前ポスト
ポストは横断歩道前入口の所と駐車場入口の所にそれぞれ1台ずつ、合計2台設置されている。ポストの型式や製造者、取集時刻は以下のとおりである。
- 横断歩道前入口の所に設置されているポスト
  - 郵便差出箱11号・福島造機工業株式会社製
- 駐車場入口に設置されているポスト
  - 郵便差出箱13号/形状別差入口・松下電器産業（現 パナソニック）株式会社製

| 区別  | 平日 ・土曜 | 休日      |
| ----- | ----------- | --------- |
| 1号便 | 06:30ころ   | 06:30ころ |
| 2号便 | 08:00ころ   | 08:00ころ |
| 3号便 | 11:20ころ   | 11:20ころ |
| 4号便 | 13:00ころ   | 13:00ころ |
| 5号便 | 13:40ころ   | 15:15ころ |
| 6号便 | 15:30ころ   | 17:00ころ |
| 7号便 | 17:00ころ   | 取集なし  |
| 8号便 | 19:00ころ   | 取集なし  |

- この取集時刻は上記2台のポストに共通である。

## 周辺
- 酒田市役所
- 酒田市民会館
- 酒田市立資料館
- 酒田南高等学校
- 山形県立酒田東高等学校
- 酒田市立浜田小学校
- 国道7号
- 国道112号

## アクセス
- JR羽越本線 酒田駅から徒歩で約14分、もしくは車で約5分
- 酒田市福祉乗合バス（るんるんバス）（市内左回り循環）一番町停留所下車、徒歩約5分
- 庄内交通バス（市内内廻りAコース）中の口停留所下車、徒歩約5分
- 日本海東北自動車道 酒田ICから北へ約6km
- 駐車場あり：15台